# آنوشاوان وارطانیان
آنوشاوان (آنوش) وارطانیان (ارمنی: Անուշավան Վարդանյան؛ زاده ۱۲۸۶ – درگذشته ۱۳۵۰)، بازیگر ارمنی‌تبار اهل ایران بود.

## زندگی‌نامه
در سال ۱۲۸۶ خورشیدی (۱۹۰۷ میلادی) در شهر ارومیه زاده شد. دارای مدرک تحصیلی دیپلم بود. وی فعالیت هنری را سال ۱۳۰۸ با گروه تئاتر ارومیه آغاز کرد. نخستین تجربه سینمایی او بازی در فیلم وسوسه شیطان به کارگردانی محمد زرین‌دست بود. آنوش سال ۱۳۵۰ (۱۹۷۱) در تهران درگذشت.

## فیلمشناسی
- حسن دینامیت (۱۳۵۱)
- شهر آفتاب (۱۳۵۱)
- رضا چلچله (۱۳۵۰)
- کلبه‌ای آن‌سوی رودخانه (۱۳۵۰)
- مبارزه با شیطان (۱۳۵۰)
- بابا کرم (۱۳۴۹)
- بارگاه شیطان (۱۳۴۹)
- شهر هرت (۱۳۴۹)
- قهرمانان (۱۳۴۹)
- شکوه قهرمان (۱۳۴۸)
- جاده تبهکاران (۱۳۴۷)
- از جان گذشتگان (۱۳۴۶)
- دالاهو (۱۳۴۶)
- گل‌آقا (۱۳۴۶)
- وسوسه شیطان (۱۳۴۶)